# Saison 1944-1945 de l'AS Saint-Étienne
Chronologie
Saison précédente Saison suivante
Cet article fournit diverses informations sur la saison 1944-1945 de l'AS Saint-Étienne, un club de football français basé à Saint-Étienne (Loire).

## Résumé de la saison
- Cette année, la guerre s'achève et le club est réintégré à la D1. Comme le souhaitait Pierre Guichard, l'ancienne formule est abandonnée et l'on retrouve donc un championnat classique.
- Le recrutement est à la hauteur des brèches causées par la guerre. En effet, le club enregistre l'arrivée d'Antoine Cuissard (Attaquant - 20 ans)et René Alpsteg.
- L'équipe dirigeant reste inchangée, Maître Perroudon et Ignace Tax restent à leur postes.
- Le club récupère 2 joueurs libérés ou évadés lors de la dernière année de guerre : Gaston Gardet et Michel Brusseaux.

## Équipe professionnelle

### Transferts
Sont considérés comme arrivées, des joueurs n’ayant pas joué avec l’équipe 1 la saison précédente.
| Nom                | Nationalité | Poste     | Transfert        | Provenance/Destination        | Division |
| ------------------ | ----------- | --------- | ---------------- | ----------------------------- | -------- |
| Arrivées           |             |           |                  |                               |          |
| René Llense        |             | Gardien   | Transfert        | Équipe fédérale Lyon-Lyonnais | -        |
| Abdelkader Amar    |             | Défenseur | Transfert        | Équipe fédérale Lyon-Lyonnais | -        |
| Gaston Gardet      |             | Défenseur | Retour de guerre | -                             |          |
| Hubert Morel       |             | Défenseur | -                | -                             |          |
| Joseph Rich II     |             | Défenseur | -                | -                             | -        |
| Michel Brusseaux   |             | Attaquant | Retour de guerre | -                             | -        |
| René Alpsteg       |             | Attaquant | Transfert-       | Bonneville                    | -        |
| Antoine Cuissard   |             | Attaquant | Transfert        | Lorient                       | -        |
| Jean Godet         |             | Attaquant | -                | -                             | -        |
| Francis Pérone     |             | Attaquant | -                | -                             | -        |
| Départs            |             |           |                  |                               |          |
| Auguste Mingaud    |             | Gardien   | -                | -                             | -        |
| Robert Schinkel    |             | Gardien   | -                | -                             | -        |
| Antoine Blanc      |             | Défenseur | -                | -                             | -        |
| Nicolas Hibst      |             | Milieu    | -                | -                             | -        |
| Maurice Bonnard    |             | Attaquant | -                | -                             | -        |
| Claude Roure       |             | Attaquant | -                | -                             | -        |
| Jean-Pierre Allier |             | Attaquant | -                | -                             | -        |
| Thomas Lauer       |             | Attaquant | -                | -                             | -        |
| Emile Cabannes     |             | Attaquant | -                | -                             | -        |
| Mario Beltramino   |             | Attaquant | -                | -                             | -        |

### Championnat

#### Tableau récapitulatif des matchs
| Date       | N o | Adversaire             | Lieu | Résultat | Buteurs pour Saint-Étienne                             | Points |
| ---------- | --- | ---------------------- | ---- | -------- | ------------------------------------------------------ | ------ |
| 31/12/1944 | J01 | Olympique Alès         | Dom. | 6 - 0    | Alpsteg 16e 46 e, Cuissard 19e 55e, Rodriguez 43e, 85e | 2      |
| 14/01/1945 | J02 | Toulouse FC            | Ext. | 3 – 3    | Cuissard , Morel                                       | 3      |
| 18/02/1945 | J03 | Bordeaux               | Ext. | 2 – 2    | Alpsteg 53e 56e                                        | 4      |
| 25/02/1945 | J04 | Stade clermontois      | Dom. | 3 - 1    | Cuissard 16e 30e, Lauer                                | 6      |
| 04/03/1945 | J05 | FC Sète                | Dom. | 2 - 3    | Alpsteg 35e 75e                                        | 6      |
| 08/03/1945 | J06 | SO Montpellier         | Ext. | 5 - 4    | Alpsteg , Rodriguez , Mielkarek , Cuissard             | 6      |
| 11/03/1945 | J07 | Olympique de Marseille | Ext. | 7 - 3    | Alpsteg                                                | 6      |
| 25/03/1945 | J08 | Olympique Alès         | Ext. | 1 - 0    | -                                                      | 6      |
| 31/03/1945 | J09 | Lyon OU                | Dom. | 2 – 2    | Rodriguez 1re 80e                                      | 7      |
| 02/04/1945 | J10 | Nîmes Olympique        | Dom. | 5 - 1    | Cuissard 1re , Mielkarek , Rodriguez                   | 9      |
| 08/04/1945 | J11 | OGC Nice               | Ext. | 5 - 0    | -                                                      | 9      |
| 15/04/1945 | J12 | Olympique de Marseille | Dom. | 2 - 1    | Mielkarek , Rodriguez 89e                              | 11     |
| 22/04/1945 | J13 | AS Cannes              | Ext. | 2 - 0    | -                                                      | 11     |
| 29/04/1945 | J14 | Bordeaux               | Dom. | 1 - 4    | Perone                                                 | 11     |
| 06/05/1945 | J15 | Stade clermontois      | Ext. | 2 - 1    | Godet                                                  | 11     |
| 10/05/1945 | J16 | Toulouse FC            | Dom. | 0 – 0    | -                                                      | 12     |
| 13/05/1945 | J17 | FC Sète                | Ext. | 5 - 1    | Tax                                                    | 12     |
| 19/05/1945 | J18 | Lyon OU                | Ext. | 2 - 0    | -                                                      | 12     |
| 21/05/1945 | J19 | Nîmes Olympique        | Ext. | 2 – 2    | Richier 38e, Cuissard 48e                              | 13     |
| 27/05/1945 | J20 | SO Montpellier         | Dom. | 3 - 4    | Rodriguez 11e, Brusseaux 23e 39e                       | 13     |
| 03/06/1945 | J21 | OGC Nice               | Dom. | 2 - 0    | Morel , Brusseaux 70e                                  | 15     |
| 16/06/1945 | J22 | AS Cannes              | Dom. | 2 - 1    | Cuissard 36e, Rodriguez 86e                            | 17     |

#### Classement Groupe Sud
| Rang | Équipe                   | Pts | J  | G  | N | P  | Bp | Bc | Diff |
| ---- | ------------------------ | --- | -- | -- | - | -- | -- | -- | ---- |
| 1    | Lyon OU                  | 34  | 22 | 14 | 6 | 2  | 62 | 22 | +40  |
| 2    | FC Girondins de Bordeaux | 34  | 22 | 16 | 2 | 4  | 74 | 35 | +39  |
| 3    | FC Sète                  | 26  | 22 | 10 | 6 | 6  | 44 | 34 | +10  |
| 4    | Stade clermontois        | 26  | 22 | 11 | 4 | 7  | 48 | 39 | +9   |
| 5    | Olympique de Marseille   | 24  | 22 | 11 | 2 | 9  | 58 | 47 | +11  |
| 6    | Toulouse FC              | 22  | 22 | 9  | 4 | 9  | 57 | 56 | +1   |
| 7    | SO Montpellier           | 21  | 22 | 9  | 3 | 10 | 41 | 58 | -17  |
| 8    | AS Saint-Étienne         | 17  | 22 | 6  | 5 | 11 | 45 | 54 | -9   |
| 9    | OGC Nice                 | 17  | 22 | 7  | 3 | 12 | 34 | 45 | -11  |
| 10   | Nîmes Olympique          | 15  | 22 | 5  | 5 | 12 | 42 | 65 | -23  |
| 11   | Olympique Alès           | 15  | 22 | 6  | 3 | 13 | 34 | 61 | -27  |
| 12   | AS Cannes                | 13  | 22 | 5  | 3 | 14 | 27 | 50 | -23  |

Résultat
- Qualifié pour la finale du championnat

### Coupe de France

#### Tableau récapitulatif des matchs
| Date       | N o              | Adversaire        | Lieu             | Résultat | Buteurs pour Saint-Étienne     | Suite                               |
| ---------- | ---------------- | ----------------- | ---------------- | -------- | ------------------------------ | ----------------------------------- |
| 07/01/1945 | 32e de finale    | FC Gueugnon       | Saint-Étienne    | 4 - 3    | Rodriguez , Cuissard , Alpsteg | Qualifiés pour les 16èmes de finale |
| 04/02/1945 | 16èmes de finale | Stade clermontois | Clermont-Ferrand | 3 - 1    | Cuissard 44e                   | Éliminés                            |

### Statistiques

#### Buteurs
| Place | Nom               | Championnat Zone sud | Coupe de France | TOTAL des BUTS |
| 1     | Antoine Cuissard  | 11 buts              | 2 buts          | 13 buts        |
| 2     | René Alpsteg      | 10 buts              | 2 buts          | 12 buts        |
| 3     | Antoine Rodriguez | 9 buts               | 1 but           | 10 buts        |
| 3     | Maryan Mielkarek  | 3 buts               | -               | 3 buts         |
| 3     | Michel Brusseaux  | 3 buts               | -               | 3 buts         |
| 5     | Hubert Morel      | 2 buts               | -               | 2 buts         |
| 6     | Jean Lauer        | 1 but                | -               | 1 but          |
| 6     | Aimé Richier      | 1 but                | -               | 1 but          |
| 6     | Ignace Tax        | 1 but                | -               | 1 but          |
| 6     | Jean Godet        | 1 but                | -               | 1 but          |
| 6     | Francis Pérone    | 1 but                | -               | 1 but          |
| Total | 12 buteurs        | 43 buts              | 5 buts          | 48 buts        |

Date de mise à jour : le 18 septembre 2014.